# シェンク対アメリカ合衆国事件
シェンク対アメリカ合衆国事件（シェンクたいアメリカがっしゅうこくじけん、英:Schenck v. United States）は、1919年にアメリカ合衆国最高裁判所で判決が下された第一次世界大戦中の徴兵に対して被告はアメリカ合衆国憲法修正第1条に保証される言論の自由を持っているかという問題に関する判決である。
最終的にこの判例は「明白かつ現在の危険」規則を築いたものとなった。

## 事件の概要
アメリカ社会党書記であるチャールズ・シェンクは、徴兵資格のある者に向けて15,000枚のリーフレットを印刷・配布し、徴兵制度への反対を宣伝した。このリーフレットには、「脅迫に屈するな」「貴方の権利を主張せよ」「もし貴方が権利を主張し支持しなければ、アメリカ合衆国の全ての市民と住民が保持する厳粛な義務である権利を否定するか軽んじることに手を貸していることになる」というような声明が入っていた。

## 判決
裁判所はオリバー・ウェンデル・ホームズ・ジュニアが書いた意見を全会一致で支持し、シェンクの刑事上の有罪判決は合憲であるとした。「国が戦時にあるとき、平和な場合には発言できた多くの事柄が戦争遂行に対する障害になるようなときには、その発言は人が戦っている限り認められるものではない。そのような発言を行う者は憲法で規定される権利によって保護されていると見なすことはできない」ので、アメリカ合衆国憲法修正第1条は、不服従を奨励する言論を保護するものではない。換言すれば、この判決は、戦時という状況では、平時に認められるよりも言論の自由に大きな制限を許されると裁定した。
ホームズ判事は意見書の最も有名な一節の中で「明白かつ現在の危険」テストを次のように述べた。
この判例は「込み合った劇場内で「火事だ！」と叫ぶ」という句の語源にもなった。これは「言論の自由を最も厳格に守るということは劇場で偽って火事だと叫び、恐慌を作り出す人を保護するものではない」というホームズの発言を言い換えたものである。
9対0という判決の結果としてシェンクは監獄に6ヶ月間収監された。

## その後の法理学
「明白かつ現在の危険」テストを確立する要求事項はその後、「ホイットニー対カリフォルニア州事件」（1927年）に採用された「悪い傾向」テストで弱くなり、制限の少ないものになった。ホームズ判事とルイス・ブランダイス判事は、このテストにしり込みしたが、最終結果に同意した。ある者は「明白かつ現在の危険」テストは元々「悪い傾向」テストを言い換えたものに過ぎないと主張している。赤の恐怖（共産主義排斥気運）に続いた弾圧および戦争にたいする大衆の幻滅の後、ホームズは「明白かつ現在の危険」テストで言論の自由を支えようとした。この見解によって、類似した事件であるフローエベルクとユージン・V・デブスの事件で、ホームズが決して「明白かつ現在の危険」に言及しないと考えさせる利点があった。
これらの判例はどちらも後に、「悪い傾向」テストを「差し迫った無法行為」テストで置き換えた「ブランデンバーグ対オハイオ州事件（1969年）で適用範囲を狭くされることになった。